# 堤智章
堤 智章（つつみ ともあき、1966年10月20日 - ）は、日本の投資家、実業家、セーリング選手・指導者。キーストーン・パートナース代表取締役、藤久取締役。元エイボン・プロダクツ代表取締役社長。

## 人物・経歴
滋賀県大津市出身。1985年滋賀県立膳所高等学校卒業。1989年に同志社大学経済学部卒業。一橋大学大学院国際企業戦略研究科金融戦略コース修了、MBA。同志社大学ヨット部出身で、在学中は全日本学生選手権で4年連続優勝を果たした。また、1989年に弟の堤 伸浩と共に470級世界選手権に出場し、日本人男子2組目の優勝をしている。のちに、同志社大学ヨット部監督や、立教大学ヨット部テクニカルアドバイザーも務めた。
1989年三和銀行（現三菱UFJ銀行）入行。2007年CSKホールディングス執行役員、CSKプリンシパルズ取締役副社長。2009年キーストーン・パートナース設立、同社代表取締役。2016年エイボン・プロダクツを買収し、同社代表取締役社長に就任。2017年エイボン・プロダクツ顧問。2020年藤久代表取締役社長。2021年藤久代表取締役社長を退任。